# 虚云禅林
虚云禅林是位于中国河北省石家庄市新华区大郭镇于底村的一座汉传佛教寺院。

## 简介
虚云禅林是改革开放后河北省石家庄市市区第一座恢复的佛教活动场所。其前身“重胜寺”创建于后周。“文化大革命”前，该寺住有僧人。“文化大革命”中，该寺殿宇遭严重毁坏，仅存三开间的殿堂两座。原寺占地面积很大，移交给河北省佛教协会的面积约15亩，旧址上建有于底小学。根据协议的规定，于底小学在1993年底之前全部迁往由河北省佛教协会赞助兴建的新校舍，旧校舍及地皮均移交给虚云禅林管理使用。
重胜寺经过整修后，被命名为“虚云禅林”，成为面向河北省开放的佛教活动场所。1992年11月17日，河北省佛教协会在这里举行了虚云禅林开放启用仪式暨佛像开光法会。河北省佛教协会会长释净慧、河北省宗教事务局主任陈宏道、处长郑振宗、处长刘庆文以及当地党政领导出席剪彩仪式并发表讲话，河北省佛教协会副会长、正定临济寺住持释有明主持了佛像开光法会。柏林禅寺、临济寺及石家庄市的教友共约三百多人参加了此次法会，附近村民前来礼佛者达一千多人。